# Wikipédia en italien
Wikipédia en italien  (en italien : Wikipedia in italiano) est l’édition de Wikipédia en italien, langue italo-romane parlée en Italie et dans le Tessin en Suisse. L'édition est lancée en 11 mai 2001,. Son code est : it.
Au 21 mars 2025, l'édition en italien contient 1 909 180 articles et compte 2 617 648 contributeurs, dont 7 959 contributeurs actifs et 118 administrateurs.

## Histoire

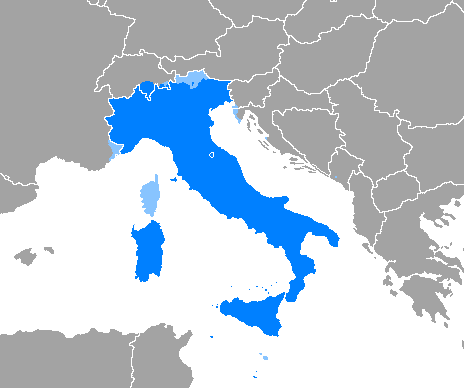
Aire de diffusion de l'italien.

En août 2005, elle doubla Wikipédia en espagnol et Wikipédia en portugais pour devenir la huitième plus grande édition de Wikipédia par le nombre d'articles. La raison première de ce bond rapide de 56 000 articles à 64 000 articles était un bot qui créait des ébauches d'articles sur plus de 8 000 municipalités d'Espagne dans une opération appelée Comuni spagnoli (voir (it) it:Wikipedia:Ultime notizie et (it) it:Progetto:Geografia/Antropica/Comuni spagnoli). Le 8 septembre, elle double la Wikipédia en néerlandais, et le lendemain, le 9 septembre, elle dépasse la barre des 100 000 articles. Le 11 septembre, elle double la Wikipédia en suédois pour devenir la 5e plus importante édition de Wikipédia en nombre d'articles. Encore une fois, des scripts automatiques ont beaucoup contribué à cette croissance. Par exemple, un bot créa plus de 35 000 articles sur les municipalités de la France ((it) it:Progetto:Comuni della Francia) Malgré cela, elle fut doublée par Wikipédia en polonais le 23 septembre 2005.
En décembre 2006, Wikipédia en italien avait plus de 220 000 articles, a dépassé les 100 000 utilisateurs, et avait à peu près 88 administrateurs. Le nombre d'administrateurs a considérablement grandi pendant ces derniers mois à cause de grands problèmes de vandalisme et de violations de droit d'auteur (qui, dans certains cas, sont restées non découvertes pendant deux ou trois ans). À cause de cela, les règles générales sont re-discutées et de nouvelles mesures sont prises. Par exemple, les nouveaux utilisateurs auront la possibilité de suivre un tutoriel concernant les droits d'auteurs et des images.

## Dispositifs
En août 2007, Wikipédia en italien avait 195 000 utilisateurs enregistrés, dont 92 administrateurs. Elle accepte les images libres avec une licence GFDL et Creative Commons. Les images en fair use ont été rejetées depuis avril 2006 à cause de problèmes potentiels de droits d'auteur, et beaucoup d'entre elles ont été ultérieurement remplacées en 2007 par des équivalents qui respectent la loi italienne. À cause de certains problèmes avec des images et l'organisation du projet sœur Wikimedia Commons, la communauté a eu un accord avec la Wikimedia Foundation. Cet accord, appelé Exemption Doctrine Policy, autorise les utilisateurs d'importer des images qui sont en règle avec la loi italienne, mais ne sont pas acceptables sur Commons. Contrairement aux versions en anglais et en français de Wikipédia, elle n'a pas de comité d'arbitrage. Elle a utilisé des scripts automatiques pour créer des articles (sur des villes françaises et espagnoles, par exemple). Ces articles forment environ 20 % de l'espace encyclopédique.
Les administrateurs sont élus par un vote ; un quorum minimum de 65-70 votants et 80 % de votes favorables sont requis pour acquérir le statut d'administrateur. Chaque administrateur est automatiquement soumis à un nouveau vote après un an de service. La communauté décide alors si l'utilisateur conserve son statut d'administrateur en votant. Les administrateurs qui sont inactifs (ceux qui n'utilisent pas leurs outils d'administration) pendant six mois perdent automatiquement leurs privilèges administratifs.

## Statistiques
- Le 29 novembre 2008, l'édition en italien atteint 520 000 articles[3]
- Le 22 janvier 2013, elle atteint 1 000 000 d'articles[4],[5].
- Le 1er février 2019, elle compte 1 500 000 articles et 902 970 utilisateurs, ce qui en fait la 8e version de Wikipédia en nombre d'articles.
- Le 7 octobre 2022, elle contient 1 774 663 articles et compte 2 300 551 contributeurs, dont 7 523 contributeurs actifs et 123 administrateurs.
- Le 9 août 2024, elle contient 1 876 553 articles et compte 2 542 226 contributeurs, dont 7 024 contributeurs actifs et 121 administrateurs.

## Blocages

### Blocage du site en octobre 2011

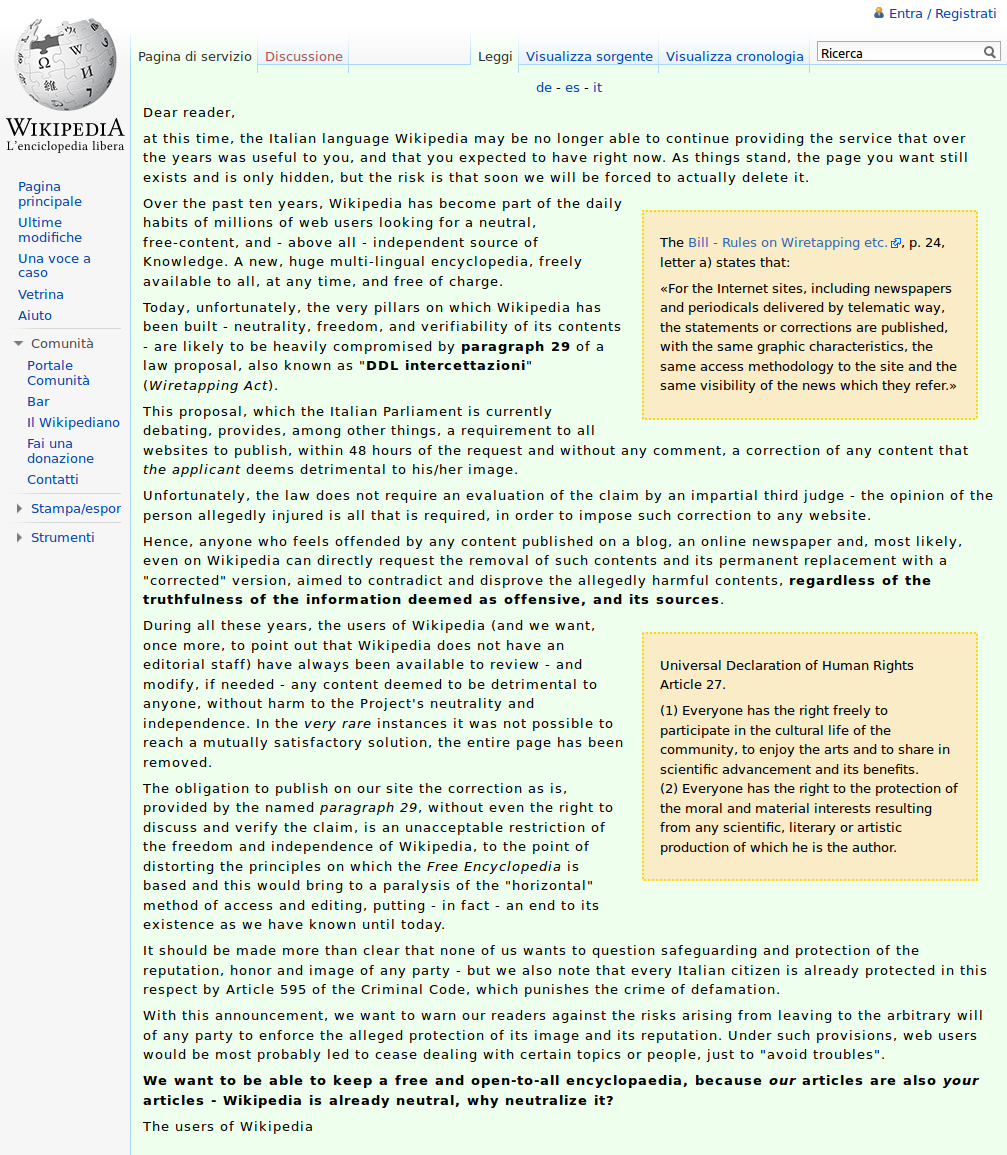
Entre les 4 et 6 octobre 2011, toutes les pages de la Wikipédia en italien ont été redirigées sur la page du manifeste.

Entre les 4 et 6 octobre 2011, à la suite d'une décision adoptée par la communauté wikipédienne italophone, tous les articles du site ont été cachés et le site a été bloqué par les administrateurs (bien que la version mobile soit toujours restée accessible), pour protester contre le comma 29 (l'alinéa 29) du disegno di legge dit DLL Intercettazioni (« Projet de loi sur les écoutes téléphoniques ») portant notamment modification, par cet alinéa 29, de l'article 8 de la loi no 47 du 8 février 1948 sur la Presse,, présenté par le ministre Alfano et qui était en cours de discussion à la Chambre des députés du Parlement de la République italienne. Toutes les demandes de consultation de la Wikipédia italophone aboutissaient alors sur une page unique expliquant dans un manifeste les raisons de ce blocage et le danger que la communauté pense que la modification de la loi fait courir à Wikipédia.

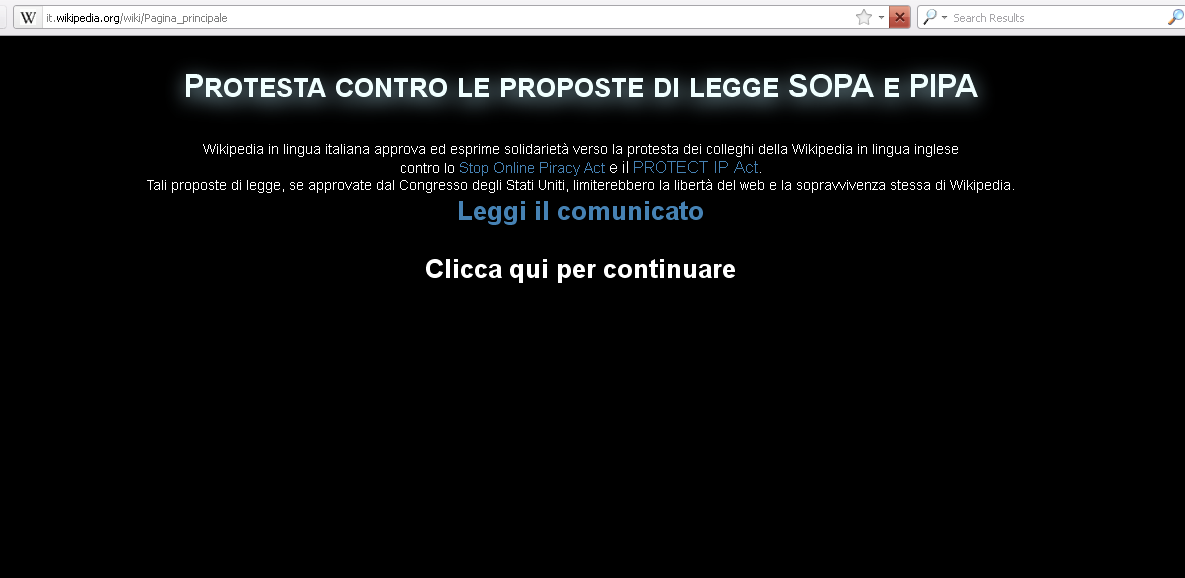
Page principale le 18 janvier 2012

En effet, si cette modification était adoptée, la loi permettrait notamment de contraindre les journaux et quotidiens mais aussi les sites Internet à rectifier, « sans commentaire », tout contenu publié, sur simple demande d'une personne qui se sentirait lésée ou offensée. Elle pourrait ainsi très sérieusement limiter la liberté d'expression et d'édition que les projets Wikimédia considèrent comme essentielle. C'est la première fois qu'une page de Wikipédia est blanchie en signe de protestation,. La Wikimedia Foundation soutient officiellement, dans une annonce rédigée le même jour, la décision prise par la Wikipédia italienne. Plusieurs associations nationales wikimédiennes (les chapters)  dont Wikimédia France ont également soutenu cette décision. En date du 5 octobre 2011, la page du manifeste a été lue plus de 8 millions de fois.
Le 18 janvier 2012, Wikipédia en anglais est fermée pendant 24 heures, par décision de ses contributeurs, pour protester contre deux projets de loi examinés au Congrès américain : Stop Online Piracy Act et Protect Intellectual Property Act. Wikipédia en italien affiche alors, en lieu de sa page principale, un message de soutien à la décision de l'encyclopédie anglophone (voir image ci-contre). Ayant pris connaissance du message, le lecteur peut ensuite accéder à l'encyclopédie elle-même.

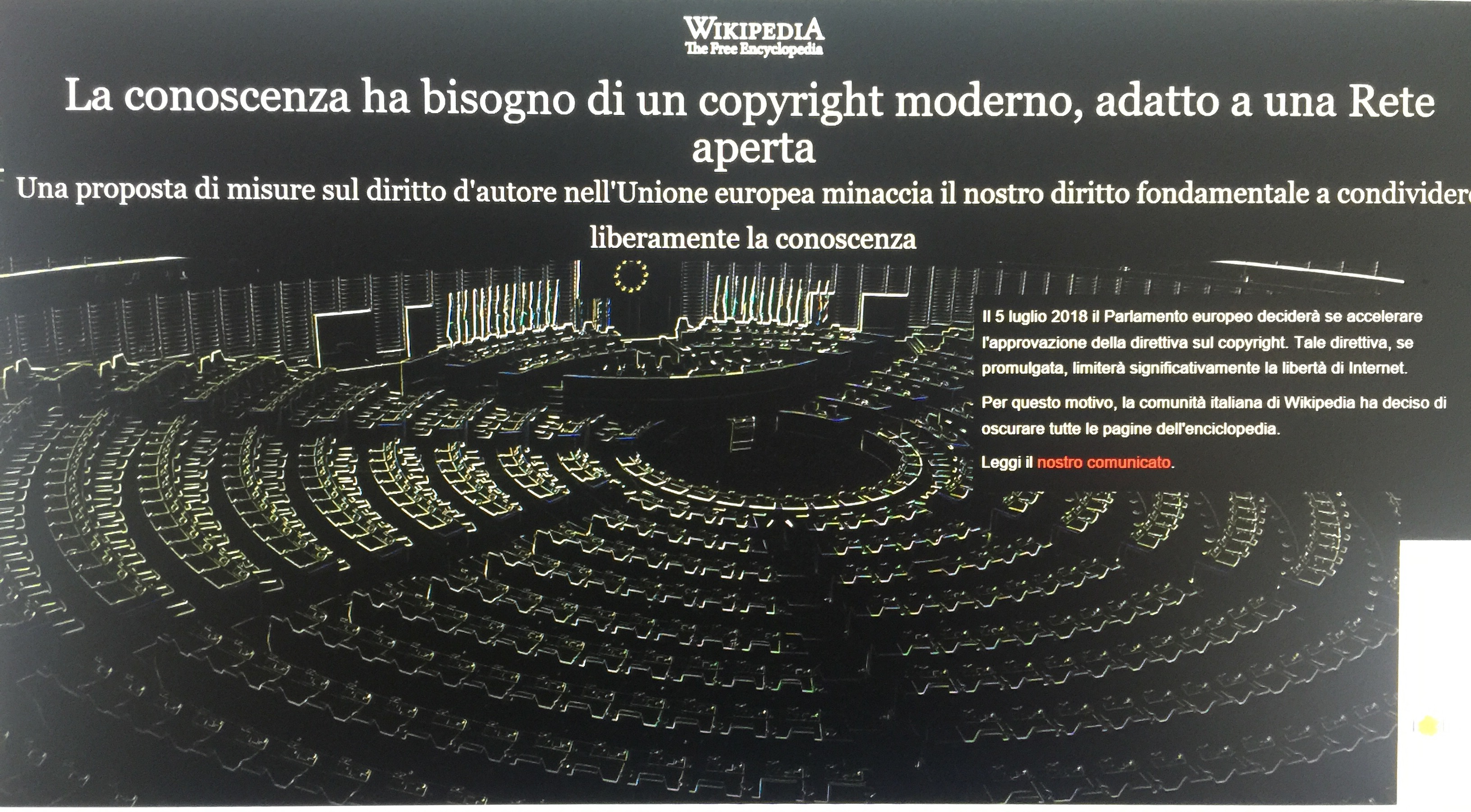
Page principale le 3 juillet 2018.

### Blocage du site en juillet 2018
Le 3 juillet 2018, la totalité des pages de la Wikipédia en italien, de même que celles de la version en espagnol, deviennent temporairement inaccessibles afin de protester contre la proposition de Directive sur le droit d’auteur dans le marché unique numérique, notamment les articles 11 et 13, dont le vote doit se tenir le 5 juillet 2018. Ainsi, lorsqu'un utilisateur essaie d'accéder à l'une des pages de la Wikipédia en italien, un communiqué au sujet de la proposition s'affiche et demande aux représentants de l'Union européenne de la rejeter. Des utilisateurs de la Wikipédia italophone soulignent que la proposition est « un sérieux danger pour la mission de Wikipédia » et craignent que cette dernière « ne ferme ses portes » si la proposition est acceptée.